# Sedulius
Caelius (auch Coelius; beide Namensformen unsicher) Sedulius († um 450) war ein spätantiker lateinisch-christlicher Dichter des 5. Jahrhunderts.

## Leben
Sedulius stammte aus Südgallien oder Italien. Er studierte zunächst Philosophie, bevor er die Priesterweihe empfing.
Sedulius schuf zahlreiche geistliche Gedichte und Hymnen, die teilweise in die kirchliche Liturgie aufgenommen wurden. So wurden die Strophen 1–7 seines dreiundzwanzigstrophigen Abecedarius A solis ortus cardine zum Weihnachtshymnus, die Strophen 8, 9, 11 und 13 (Hostis Herodes impie) zum Hymnus am Fest Erscheinung des Herrn. Martin Luther, dem die beiden Texte daher vertraut waren und der sie theologisch hoch schätzte, übersetzte sie für den Gemeindegesang ins Deutsche (Christum wir sollen loben schon und Was fürchtst du, Feind Herodes, sehr).
Als Hauptwerk des Sedulius gilt das Paschale Carmen, das in fünf Büchern die Evangelien von der Geburt Christi bis zur Himmelfahrt in Hexametern nacherzählt.

## Schriften
- Coelii Sedulii de quatuor evangelistis ex libro primo operis Paschalis vulgati circa annum CCC XXXIV, herausgegeben von Elias Avery Lowe. The Anvil Press, Lexington 1955.
- Sedulius: Opera omnia (= CSEL 10). Herausgegeben von I. Huemer, editio altera supplementis aucta curante V. Panagl, Wien 2007.